# At the River's Edge: Live in St. Louis
At the River's Edge: Live in St. Louis è un album dal vivo del gruppo rock statunitense Styx, pubblicato nel 2002.

## Tracce
1. Everything Is Cool - 4:55
2. The Grand Illusion - 5:38
3. Blue Collar Man (Long Nights) - 4:58
4. Lorelei - 4:09
5. Fooling Yourself (The Angry Young Man) - 6:18
6. Lady - 4:48
7. Brave New World - 5:41
8. Edge of the Century - 5:06
9. Heavy Water - 5:53
10. Too Much Time on My Hands - 5:22
11. Renegade - 7:25